# Europa (álbum de Molly Nilsson)
Europa es el segundo álbum de estudio de la artista sueca de synth-pop Molly Nilsson, editado en 2009.

## Historia
Luego de mudarse de su Suecia natal a Berlín, Molly Nilsson editó en 2008 These Things Take Time con una emisión limitada de 500 copias, así, rápidamente editó en 2009 un nuevo álbum Europa, con una temática similar. La canción "Berlin, Berlin" tiene la particularidad de estar cantada en sueco y no en inglés como la mayoría de los temas de Nilsson.
El álbum marcó el inicio del sello autogestionado de Nilsson, Dark Skies Association. La bandera de la Unión Europea se utiliza como logotipo del mismo. En una entrevista, Nilsson dijo lo siguiente sobre Europa y la UE:

La idea de la UE –y con esto me refiero a una Europa unificada y pacífica y no a algunas de las realidades políticas– es algo hermoso, visionario. El simple mensaje de trabajar juntos en lugar de luchar entre sí en competencia o guerra.

Europa fue concebido en el contexto de la Gran Recesión y la entonces entrante década de 2010. El álbum ha sido descrito como idealista, esperanzador y que aborda las ideas de "no tener fronteras para encarcelar a la gente" y "la gente se une para mejorar las cosas".

## Grabación
Europa fue escrita y grabada en 2009. Molly Nilsson describió la producción del álbum como "algo difícil". Fue el primero de sus lanzamientos grabado en Lighthouse Studios, su propio estudio de grabación en Berlín.
La canción "Berlin, Berlin" se destaca por estar en el sueco nativo de Nilsson, a diferencia de su inglés habitual. Desde entonces no ha escrito ninguna canción en sueco.

## Producción y lanzamiento
Europa fue originalmente autoeditado a través del sello Dark Skies Association de Molly Nilsson en CD y vinilo el 17 de junio de 2009. Fue su primer lanzamiento en vinilo y marcó la formación de su sello autogestionado. El álbum no se vendió tan bien como esperaba.
El álbum fue lanzado vía descarga digital el 12 de maroz de 2021. Una reedición en CD y disco de vinilo fue editada en abril de 2021, editado en asociación con Night School Records. Para la reedición de 2021, el álbum fue remasterizado por James Plotkin. Europa fue el último lanzamiento de Nilsson enteramente editado por ella, antes de asociarse a Night School Records para reeditar sus primeros dos álbumes.
En una mirada retrospectiva en 2022, Nilsson tuvo una opinión mixta sobre el álbum, llamándolo un "disco de transición" y un  "hijo del medio" entre These Things Take Time y Follow the Light, aunque señalo que hay algunas canciones de Europa que le encantan.

## Lista de canciones
Todas las canciones escritas y compuestas por Molly Nilsson. 
| Lado A |                              |          |  |
| N.º    | Título                       | Duración |  |
| 1.     | «In The Mood For A Tattoo»   | 3:45     |  |
| 2.     | «The Revenge Of The Stalker» | 4:04     |  |
| 3.     | «More Certain Than Death»    | 3:44     |  |
| 4.     | «When I Have No Words»       | 4:30     |  |
| 5.     | «Berlin, Berlin»             | 3:06     |  |

| Lado B |                       |          |  |
| N.º    | Título                | Duración |  |
| 6.     | «Europa»              | 4:30     |  |
| 7.     | «I Whisper In My Ear» | 3:38     |  |
| 8.     | «The Crisis»          | 5:00     |  |
| 9.     | «Asleep In Stockholm» | 4:18     |  |

## Créditos
- Molly Nilsson: sintetizadores, voz, composición, arreglos y producción.